# Zettai Karen Children
Zettai Karen Children (絶対可憐チルドレン Zettai Karen Chirudoren?) es una serie de anime y manga shōnen escrito e ilustrado por Takashi Shiina, serializado en el semanario Shōnen Sunday de Shōgakukan desde 2005 hasta el 2021 constando de 63 volúmenes Tankobon.
Una serie de anime producida por SynergySP fue emitida entre abril de 2008 y marzo de 2009 por TV Tokyo y un OVA fue lanzado en julio de 2010. Un spin-off centrado en el antagonista principal Kyōsuke Hyōbu titulado Zettai Karen Children: The Unlimited y animado por Manglobe fue emitido en Japón entre enero y marzo de 2013.

## Trama
En el futuro hay personas llamadas  "Espers", quienes poseen varias y grandes habilidades, pero requieren de entrenamientos para poder controlar sus habilidades y poder adaptarse a la sociedad con normalidad. Aun así, existen Espers que abusan de sus poderes y los utilizan destructivamente. Cinco décadas después, B.A.B.E.L. (Base del laboratorio ESP de respaldo) localiza un trío de Espers de Nivel 7 (el mayor nivel de potencial de un ESP) dentro de Japón, y los reúne en el equipo especial de Esper conocido como "The Children". Kōichi Minamoto, un joven prodigio de 20 años, es asignado por B.A.B.E.L. para supervisar y cuidar a tres niñas de 10 años; Kaoru Akashi, Shiho Sannomiya y Aoi Nogami, quienes son Espers de nivel 7. "The Children" trabajan para B.A.B.E.L. una organización dedicada a detener los crímenes.